# Hélder Postiga
Hélder Manuel Marques Postiga (n. 2 august 1982, Vila do Conde, Districtul Porto, Portugalia) este un fotbalist internațional portughez, care în prezent evoluează pe poziția de atacant.

## Palmares

### Club
Porto
- Cupa UEFA: 2002–03
- Cupa Intercontinentală: 2004
- Primeira Liga: 2002–03, 2005–06, 2006–07
- Taça de Portugal: 2002–03
- Supertaça Cândido de Oliveira: 2004

Sporting
- Portuguese Supercup: 2008

### Națională
- Campionatul European de Fotbal: Finalist 2004

### Ordine
- Medalalia Meritului, Order of the Immaculate Conception of Vila Viçosa (House of Braganza)[1]

## Goluri internaționale
| Gol | Data               | Stadion                                                          | Oponent               | Scor | Rezultat | Competiția                                             |
| --- | ------------------ | ---------------------------------------------------------------- | --------------------- | ---- | -------- | ------------------------------------------------------ |
| 1   | 13 iunie 2003      | Estádio Nacional, Lisabona, Portugalia                           | Bolivia               | 3–0  | 4–0      | Meci amical                                            |
| 2   | 13 iunie 2003      | Estádio Nacional, Lisabona, Portugalia                           | Bolivia               | 4–0  | 4–0      | Meci amical                                            |
| 3   | 5 iunie 2004       | Estádio do Bonfim, Setúbal, Portugalia                           | Lituania              | 4–1  | 4–1      | Meci amical                                            |
| 4   | 24 iunie 2004      | Estádio da Luz, Lisabona, Portugalia                             | Anglia                | 1–1  | 2–2      | Euro 2004                                              |
| 5   | 8 septembrie 2004  | Estádio Dr. Magalhães Pessoa, Leiria, Portugalia                 | Estonia               | 2–0  | 4–0      | Calificările pentru Campionatul Mondial de Fotbal 2006 |
| 6   | 8 septembrie 2004  | Estádio Dr. Magalhães Pessoa, Leiria, Portugalia                 | Estonia               | 4–0  | 4–0      | Calificările pentru Campionatul Mondial de Fotbal 2006 |
| 7   | 26 martie 2005     | Estádio Cidade de Barcelos, Barcelos, Portugal, Portugalia       | Canada                | 3–0  | 4–1      | Meci amical                                            |
| 8   | 30 martie 2005     | Tehelné pole, Bratislava, Slovacia                               | Slovacia              | 1–1  | 1–1      | Calificările pentru Campionatul Mondial de Fotbal 2006 |
| 9   | 17 august 2005     | Estádio de São Miguel (Ponta Delgada), Ponta Delgada, Portugalia | Egipt                 | 2–0  | 2–0      | Meci amical                                            |
| 10  | 2 iunie 2007       | Koning Boudewijn Stadion, Bruxelles, Belgia                      | Belgia                | 1–2  | 1–2      | Preliminariile Campionatului European de Fotbal 2008   |
| 11  | 19 iunie 2008      | St. Jakob Park, Basel, Elveția                                   | Germania              | 2–3  | 2–3      | Euro 2008                                              |
| 12  | 12 octombrie 2010  | Laugardalsvollur Stadium, Reykjavik, Islanda                     | Islanda               | 1–3  | 1–3      | Preliminariile Campionatului European de Fotbal 2012   |
| 13  | 17 noiembrie 2010  | Estádio da Luz, Lisabona, Portugalia                             | Spania                | 2–0  | 4–0      | Meci amical                                            |
| 14  | 17 noiembrie 2010  | Estádio da Luz, Lisabona, Portugalia                             | Spania                | 3–0  | 4–0      | Meci amical                                            |
| 15  | 4 iunie 2011       | Estádio da Luz, Lisabona, Portugalia                             | Norvegia              | 1–0  | 1–0      | Preliminariile Campionatului European de Fotbal 2012   |
| 16  | 10 august 2011     | Estádio Algarve, Faro, Portugalia                                | Luxemburg             | 1–0  | 5–0      | Meci amical                                            |
| 17  | 7 octombrie 2011   | Estádio do Dragão, Porto, Portugalia                             | Islanda               | 3–0  | 5–3      | Preliminariile Campionatului European de Fotbal 2012   |
| 18  | 15 noiembrie 2011  | Estádio da Luz, Lisabona, Portugalia                             | Bosnia și Herțegovina | 4–2  | 6–2      | Preliminariile Campionatului European de Fotbal 2012   |
| 19  | 15 noiembrie 2011  | Estádio da Luz, Lisabona, Portugalia                             | Bosnia și Herțegovina | 6–2  | 6–2      | Preliminariile Campionatului European de Fotbal 2012   |
| 20  | 13 iunie 2012      | Arena Lviv, Lviv, Ucraina                                        | Danemarca             | 0–2  | 2–3      | Euro 2012                                              |
| 21  | 7 septembrie 2012  | Stade Josy Barthel, Luxemburg (oraș), Luxemburg                  | Luxemburg             | 1–2  | 1–2      | Calificările pentru Campionatul Mondial de Fotbal 2014 |
| 22  | 11 septembrie 2012 | Estádio Municipal de Braga, Braga, Portugalia                    | Azerbaidjan           | 2–0  | 3–0      | Calificările pentru Campionatul Mondial de Fotbal 2014 |
| 23  | 16 octombrie 2012  | Estádio do Dragão, Porto, Portugalia                             | Irlanda de Nord       | 1–1  | 1–1      | Calificările pentru Campionatul Mondial de Fotbal 2014 |
| 24  | 6 februarie 2013   | Estádio D. Afonso Henriques, Guimarães, Portugalia               | Ecuador               | 2–1  | 2–3      | Meci amical                                            |
| 25  | 22 martie 2013     | Ramat Gan Stadium, Ramat Gan, Israel                             | Israel                | 3–2  | 3–3      | Calificările pentru Campionatul Mondial de Fotbal 2014 |
| 26  | 7 iunie 2013       | Estádio da Luz, Lisabona, Portugalia                             | Rusia                 | 1–0  | 1–0      | Calificările pentru Campionatul Mondial de Fotbal 2014 |
| 27  | 15 octombrie 2013  | Estádio Cidade de Coimbra, Coimbra, Portugalia                   | Luxemburg             | 3–0  | 3–0      | Calificările pentru Campionatul Mondial de Fotbal 2014 |

## Statistici de club
| Club                         | Campionat        | Sezon   | Campionat | Campionat | Cupă    | Cupă   | Cupa Ligii | Cupa Ligii | Europa  | Europa | Total   | Total  |
| Club                         | Campionat        | Sezon   | Meciuri   | Goluri    | Meciuri | Goluri | Meciuri    | Goluri     | Meciuri | Goluri | Meciuri | Goluri |
| ---------------------------- | ---------------- | ------- | --------- | --------- | ------- | ------ | ---------- | ---------- | ------- | ------ | ------- | ------ |
| Porto                        | Primeira Liga    | 2001–02 | 27        | 9         | 0       | 0      | –          | –          | 11      | 1      | 38      | 10     |
| Porto                        | Primeira Liga    | 2002–03 | 31        | 13        | 1       | 0      | –          | –          | 12      | 6      | 44      | 19     |
| Porto                        | Primeira Liga    | Total   | 58        | 22        | 1       | 0      | –          | –          | 23      | 7      | 82      | 29     |
| Tottenham                    | Premier League   | 2003–04 | 19        | 1         | 5       | 0      | –          | –          | 0       | 0      | 24      | 1      |
| Tottenham                    | Premier League   | Total   | 19        | 1         | 5       | 0      | –          | –          | 0       | 0      | 24      | 1      |
| Porto                        | Primeira Liga    | 2004–05 | 24        | 3         | 2       | 0      | –          | –          | 7       | 0      | 33 1    | 3      |
| Porto                        | Primeira Liga    | 2005–06 | 2         | 0         | 0       | 0      | –          | –          | 0       | 0      | 2       | 0      |
| Porto                        | Primeira Liga    | Total   | 26        | 3         | 2       | 0      | –          | –          | 7       | 0      | 35      | 3      |
| Saint-Étienne                | Ligue 1          | 2005–06 | 16        | 2         | 1       | 0      | –          | –          | 0       | 0      | 17      | 2      |
| Saint-Étienne                | Ligue 1          | Total   | 16        | 2         | 1       | 0      | –          | –          | 0       | 0      | 17      | 2      |
| Porto                        | Primeira Liga    | 2006–07 | 24        | 10        | 0       | 0      | –          | –          | 7       | 1      | 31      | 11     |
| Porto                        | Primeira Liga    | 2007–08 | 6         | 1         | 2       | 1      | 0          | 0          | 4       | 0      | 12      | 2      |
| Porto                        | Primeira Liga    | Total   | 30        | 11        | 2       | 1      | 0          | 0          | 11      | 1      | 43      | 13     |
| Panathinaikos                | Superliga Greacă | 2007–08 | 11        | 2         | 0       | 0      | –          | –          | 2       | 0      | 13      | 2      |
| Panathinaikos                | Superliga Greacă | Total   | 11        | 2         | 0       | 0      | –          | –          | 2       | 0      | 13      | 2      |
| Sporting                     | Primeira Liga    | 2008–09 | 21        | 5         | 1       | 0      | 3          | 0          | 5       | 0      | 30 2    | 5      |
| Sporting                     | Primeira Liga    | 2009–10 | 22        | 1         | 0       | 0      | 2          | 0          | 7       | 0      | 31      | 1      |
| Sporting                     | Primeira Liga    | 2010–11 | 25        | 6         | 3       | 1      | 3          | 1          | 12      | 4      | 43      | 12     |
| Sporting                     | Primeira Liga    | 2011–12 | 3         | 0         | 0       | 0      | 0          | 0          | 2       | 0      | 5       | 0      |
| Sporting                     | Primeira Liga    | Total   | 71        | 12        | 4       | 1      | 8          | 1          | 26      | 4      | 109     | 18     |
| Zaragoza                     | La Liga          | 2011–12 | 33        | 9         | 1       | 0      | –          | –          | –       | –      | 34      | 9      |
| Zaragoza                     | La Liga          | 2012–13 | 37        | 14        | 4       | 0      | –          | –          | –       | –      | 41      | 14     |
| Zaragoza                     | La Liga          | Total   | 70        | 23        | 5       | 0      | –          | –          | –       | –      | 75      | 23     |
| Valencia                     | La Liga          | 2013–14 | 3         | 3         | 0       | 0      | –          | –          | 0       | 0      | 3       | 3      |
| Valencia                     | La Liga          | Total   | 3         | 3         | 0       | 0      | -          | -          | 0       | 0      | 3       | 3      |
| Last updated: 25 august 2013 |                  |         |           |           |         |        |            |            |         |        |         |        |

1, 2 include un meci din Supertaça Cândido de Oliveira.